# Trochalus sibutanus
Trochalus sibutanus är en skalbaggsart som beskrevs av Moser 1916. Trochalus sibutanus ingår i släktet Trochalus och familjen Melolonthidae. Inga underarter finns listade i Catalogue of Life.